# Ugo Bellagamba

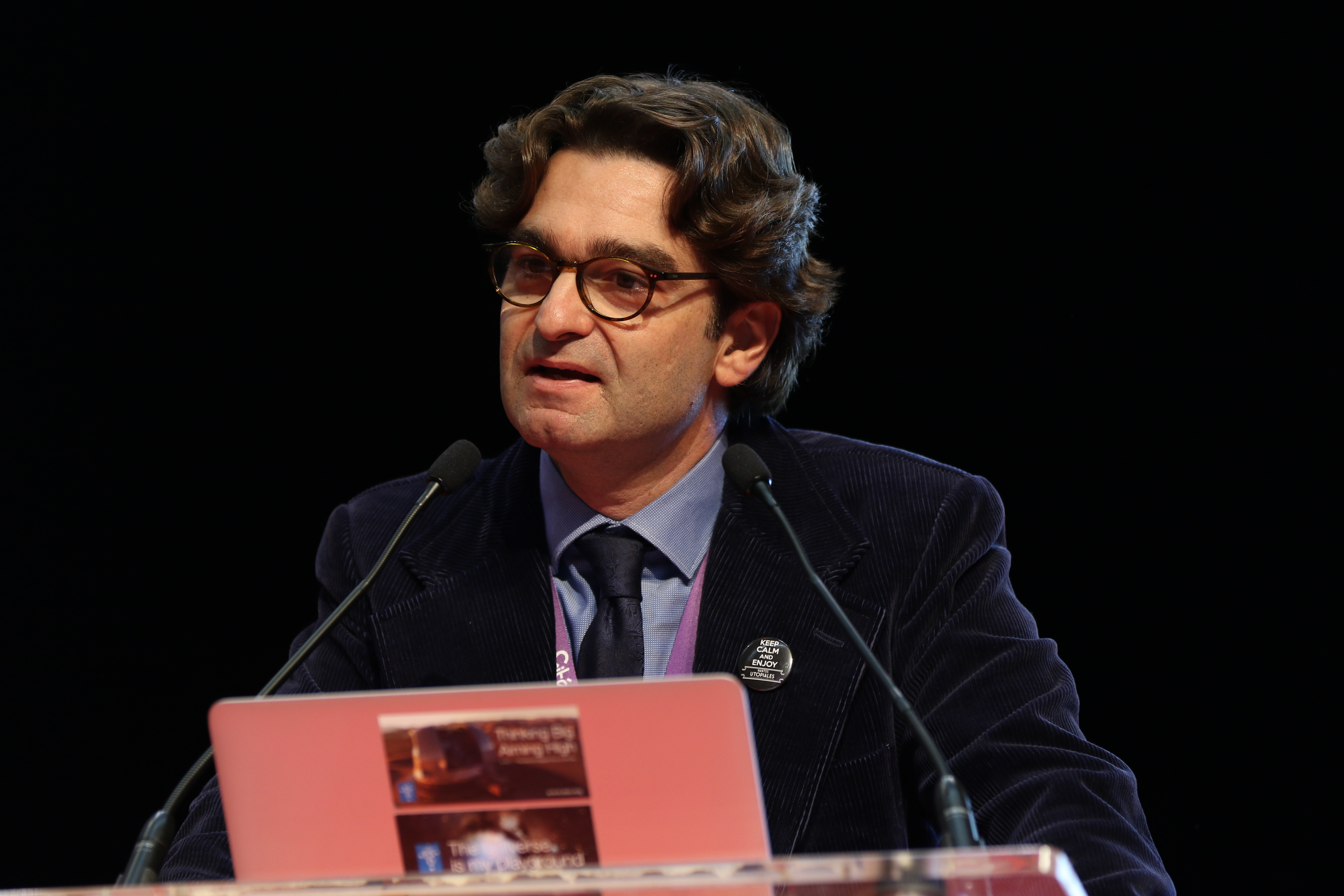
Ugo Ballagamba (2015)

Ugo Bellagamba (geboren am 2. Dezember 1972 in Nizza) ist ein französischer Schriftsteller und Rechtshistoriker.

## Leben
Bellagamba begann ab Ende der 1990er Jahre Science-Fiction-Erzählungen zu veröffentlichen, zunächst unter dem Pseudonym Michael Rheyss. 2001 promovierte er in Rechtsgeschichte mit einer Dissertation über das Rechtswesen in Marseille im 18. und 19. Jahrhundert und 2002 erschien sein erster Roman L’École des assassins, den er in Zusammenarbeit mit Thomas Day geschrieben hatte. 2010 wurde sein uchronischer Roman Tancrède mit dem Prix Rosny aîné und dem Prix Utopiales européen ausgezeichnet, zwei der renommiertesten Preise des phantastischen Genres in Frankreich. 
Seit 2008 gibt Bellagamba zusammen mit Estelle Blanquet, Éric Picholle und Daniel Tron die Tagungsbände der jährlich in Peyresq stattfindenden Journées Interdisciplinaires Sciences & Fictions de Peyresq heraus.
Bellagamba lehrt Rechts- und Politikgeschichte an der Faculté de Droit et des Sciences Économiques der Universität Nizza Sophia-Antipolis. Er lebt in Nizza und ist verheiratet.

## Auszeichnungen
- 2012  Prix Rosny aîné für die Erzählung Journal d'un poliorcète repenti
- 2010  Prix Rosny aîné und Prix Utopiales européen für den Roman Tancrède. Une uchronie
- 2009  Grand Prix de l’Imaginaire für den Essay Solutions non satisfaisantes : une anatomie de Robert A. Heinlein
- 2005  Prix Rosny aîné und Prix Bob Morane für die Erzählung Chimères !

## Bibliografie
Romane
- L’École des assassins (2002, mit Thomas Day)
- Le Double corps du Roi (2003, mit Thomas Day)
- La 8e colline de Rome (2009)
- Tancrède. Une uchronie (2009)
- L’Origine des Victoires (2013)
- Songeurs de monde (angekündigt August 2019, mit Christophe Dougnac)

Sammlung
- La Cité du soleil et autres récits héliotropes (2003)

Erzählungen
- Écrire l'humain (1998, als Michael Rheyss)
- L'Apopis républicain (1999, als Michael Rheyss)
- Les Joueurs d'écume (1999, als Michael Rheyss)
- 707 Hacienda Way (1999, mit Laurent Quessy)
- L’Apopis républicain (1999)
- La Véritable histoire de Messire Gauvain et le chevalier vert (2001, als Michael Rheyss)
- Misogynie à part… (2002)
- Dernier filament pour Andromède (2003)
- La Cité du soleil (2003)
- La Stratégie Alexandre (2003)
- Chimères ! (2004)
- La Maladie d’Alice (2004)
- L’Affaire des néo-physiocrates, un exemple de syllogisme agricole (2005)
- Non-absinthe (2005)
- Quand il y aura des pommiers sur Mars (2005)
- Quirites (2006)
- Le Suicide de la démocratie (2007)
- Le Syndrome de la chouette en plein jour (2008, mit Laurent Quessy)
- L’Histoire du garçon qui savait faire un pas de côté (2009, mit Marc Aiken)
- Les Années d’orichalque (2009)
- Journal d’un poliorcète repenti (2011)
- Les Templiers d’Al Qods (2012)
- Un hiver avec Fermi (2012)
- Icare Hermétique (2013)
- Le Réducteur de possibilités (2014)
- La Fin de toutes les fêtes (2016)
- Purple Brain (2016)
- L’Autre dans le labyrinthe (2017)
- Je suis Peyresq (2018, mit Claude Ecken)
- Le Cœur et la plume (2018)
- Les Torches (2018, als Michael Rheyss)
- Peyresq, vaisseau de pierre et d’idées (2019, Gedichte)
- Le Triangle de Lavrentiev (2019, als Michael Rheyss)

Sachliteratur
- Les avocats à Marseille ; praticiens du droit et acteurs politiques (XVIIIème et XIXème siècles) (2001, Dissertation)
- Solutions non satisfaisantes : une anatomie de Robert A. Heinlein (2007, mit Éric Picholle)
- Juristes en utopie (2009, mit Jérôme Ferrand)
- Histoire des idées politiques de Hérodote à Hannah Arendt (2013, mit Karine Deharbe, Marc Ortolani et al.)

Journées Interdisciplinaires Sciences & Fictions de Peyresq (Reihe von Tagungsbänden)
- 1 Robert A. Heinlein et la pédagogie du réel  (2008)
- 2 Rudyard Kipling et l’enchantement de la technique  (2009)
- 3 Les Subjectivités collectives  (2012)
- 4 Imaginaires scientifiques & hard science fiction  (2012)
- 5 Mars ! (2015)
- 6b Ayas, humour et Esprit de la Commune  (2014)
- 8 Citoyennetés spéculatives  (2016)
- 9 Greg Egan, la littérature au risque de la science  (angekündigt 2020)
- 10 Le Temps  (2017)
- 11 Les Emotions  (2018)
- 12 Récits et modélisation  (2019)
- 13 Les Livres-mondes. Herbert, Banks, Robinson  (angekündigt 2020)

Anthologien (als Herausgeber)
- La Science-fiction dans l’Histoire, l’Histoire dans la science-fiction (2005, 2 Bde., mit Jean-Luc Gautero, Éric Picholle, Denise Terrel und Aurélie Villers)
- Sciences & science-fiction  (2010, Ausstellungskatalog, mit Patrick J. Gyger, Roland Lehoucq und Clément Pieyre)